# Copa Báltica 1993
La Copa Báltica 1993 (en estonio, Balti turniir 1993; en letón, Baltijas Kauss 1993; en lituano, 1993 m. Baltijos taurė) fue la XIII edición de la competición amistosa, llevada a cabo en Estonia. Fue disputada por los seleccionados de Estonia, Letonia y Lituania entre los días 2 y 4 de julio.
Letonia consiguió su sexto título, el primero desde la reinstauración de la copa en 1991.

## Formato
Las tres selecciones se enfrentaron entre sí en un sistema de liguilla a una sola rueda. La selección con mayor cantidad de puntos obtenidos al finalizar el torneo se consagró campeona.

## Posiciones
| Selección | Pts | PJ | PG | PE | PP | GF | GC | Dif |
| --------- | --- | -- | -- | -- | -- | -- | -- | --- |
| Letonia   | 3   | 2  | 1  | 1  | 0  | 2  | 0  | 2   |
| Estonia   | 2   | 2  | 1  | 0  | 1  | 2  | 3  | -1  |
| Lituania  | 1   | 2  | 0  | 1  | 1  | 1  | 2  | -1  |

## Resultados
| 2 de julio de 1993 | Estonia | 0:2 (0:0) | Letonia                     | Estadio Pärnu Kalevi, Pärnu                           |                                                       |
|                    |         |           | Astafjevs 52' · Šarando 80' | Asistencia: 300 espectadores Árbitro(s): J. Chelnokov | Asistencia: 300 espectadores Árbitro(s): J. Chelnokov |

| 3 de julio de 1993 | Lituania | 0:0 | Letonia | Estadio Pärnu Kalevi, Pärnu                           |  |
|                    |          |     |         | Asistencia: 150 espectadores Árbitro(s): J. Chelnokov |  |

| 4 de julio de 1993 | Estonia                   | 2:1 (2:0) | Lituania      | Estadio Pärnu Kalevi, Pärnu                            |                                                        |
|                    | Zamorski 25' · Bragin 39' |           | Olšanskis 60' | Asistencia: 800 espectadores Árbitro(s): Romāns Lajuks | Asistencia: 800 espectadores Árbitro(s): Romāns Lajuks |

| Campeón Letonia 6.to título |